# Terranatos
 Terranatos és un gènere de peixos de la família dels rivúlids i de l'ordre dels ciprinodontiformes.

## Taxonomia
- Terranatos dolichopterus (Weitzman & Wourms, 1967)[1][2][3][4][5][6]